# Flavien Le Postollec
Flavien Le Postollec (Abiyán, Costa de Marfil, 19 de febrero de 1984) es un futbolista francés. Desde pequeño se trasladó desde Costa de Marfil hacia Francia. Juega como Volante.

## Clubes
| Club                | País    | Año       |
| ------------------- | ------- | --------- |
| Lille               | Francia | 2005-2006 |
| FC Brussels         | Bélgica | 2007-2010 |
| US Créteil          | Francia | 2010-2011 |
| KAS Eupen           | Bélgica | 2011-2012 |
| RAEC Mons           | Bélgica | 2012-2014 |
| Oud-Heverlee Leuven | Bélgica | 2014-2018 |